# La Montagne noire (roman)
Pour les articles homonymes, voir La Montagne noire.
La Montagne noire — The Black Mountain dans l'édition originale américaine — est un roman policier américain de Rex Stout, publié en 1954. C’est le dix-septième roman de la série policière ayant pour héros Nero Wolfe et son assistant Archie Goodwin.

## Résumé
Au matin du jeudi 18 mars 1953, Marko Vukcic, le plus vieil ami monténégrin de Nero Wolfe, est assassiné à New York. À la morgue, Wolfe se recueille sur la dépouille et place deux vieux dinars sur les paupières de son ami. Après être passés devant chez Marko, où le lieutenant Rowcliff leur explique comment Vukcic a été atteint de plusieurs balles, Wolfe et Archie se rendent au restaurant Rusterman's et y interrogent les assistants du mort : Felix, Joe et Leo, qui sont déjà en compagnie de Cramer, le chef de la brigade criminelle de Manhattan.
Quand Wolfe rentre chez lui, sa fille adoptive, Carla, l'attend. Les deux ne se voient presque jamais, tant ils ne peuvent se supporter l'un l'autre. Mais cette fois, la jeune femme apprend au détective qu'elle et Marko appartenait à un réseau qui visait à libérer le Monténégro du joug communiste. Marko a beaucoup fait pour cette cause et Carla est persuadée qu'il a été assassiné par un agent yougoslave qui a déjà quitté le pays.
Trois semaines passent et l'enquête piétine. Wolfe reçoit une nouvelle visite d'une Carla plus agressive qui laisse entendre à demi-mot qu'elle projette de venger la mort de Marko. Quelques jours plus tard, un agent du FBI vient voir Wolfe, car il est à la recherche de Carla : connue par l'Agence comme une activiste politique, elle a disparu et l'agent demande et obtient la permission de fouiller la maison du détective pour s'assurer que sa fille adoptive ne s'y cache pas.
De fil en aiguille, Wolfe apprend par un appel d'un certain Telesio, qui habite Bari, en Italie, que Carla, de passage quelques jours plus tôt, a laissé l'intention de son père le message suivant : l'homme qu'il recherche est en vue de la montagne noire. Lors d'un troisième appel de Telesio, Wolfe apprend que Carla est morte.
Pour venger les morts de Marko et de Carla, le détective n'a plus d'autre choix que de retourner dans son pays natal à la recherche du tueur. Archie l'accompagne. Depuis New York, ils prennent un vol pour Londres, puis un autre pour Rome, et louent un avion pour atteindre Bari. Là, Telesio leur apprend que Carla a traversé l'Adriatique pour le Monténégro grâce à un partisan de Danilo Vukcic, le neveu de Marko et un membre important du groupe subversif qui tente d'arracher l'indépendance du Monténégro à la Yougoslavie du maréchal Tito par la guérilla.
Wolfe et Goodwin partent en bateau avec le passeur Battista pour atteindre la côte monténégrienne. S'ils sont arrêtés par les autorités, le détective a imaginé raconter qu'il est un émigré ayant le mal du pays et de retour dans sa patrie avec le fils (Archie) qu'il a eu en Amérique. Cette histoire, il doit effectivement la servir au chef de police Stritar, ajoutant qu'il cherche des renseignements sur un réseau appelé l'Esprit de la montagne noire et lui faisant miroiter un paquet de dollars. Ils sont relâchés. Mais, en quittant le commissariat, ils sont suivis par Jubé Bilic qui les conduit auprès de Danilo Vuksic. Wolfe apprend que Carla a été tuée au fort de la frontière tenu par les Albanais. C'est là que le détective parvient à trouver le tueur de Marko et de Carla, mais que c'est le chef de police Stritar qui a commandé l'exécution de ces crimes.

## Particularités du roman
Ce roman fait partie des quelques titres de la série Nero Wolfe à appartenir à un genre hybride qui tient à la fois du whodunit et du roman d'espionnage.
Le Monténégro n'a reconquis son indépendance qu'en 2006.

## Éditions
Édition originale en anglais
- (en) Rex Stout, The Black Mountain, New York, Viking Press, 1954

Édition française
- (fr) Rex Stout (auteur) et Madeleine Michel-Tyl (traducteur), La Montagne noire [« The Black Mountain »], Paris, Fayard, coll. « L'Homme aux orchidées no 21 », 1955, 224 p. (BNF 32649465)

## Sources
- André-François Ruaud. Les Nombreuses Vies de Nero Wolfe - Un privé à New York, Lyon, Les moutons électriques, coll. Bibliothèque rouge, 2008  (ISBN 978-2-915793-51-2)
- J. Kenneth Van Dover. At Wolfe's Door: The Nero Wolfe Novels of Rex Stout, 2e édition, Milford Series, Borgo Press, 2003  (ISBN 0-918736-51-X).